# Johannes Staune-Mittet
Johannes Staune-Mittet (Lillehammer, 18 de enero de 2002) es un ciclista profesional noruego que milita en las filas del conjunto Decathlon AG2R La Mondiale Team.

## Palmarés
2021
- 1 etapa de la Ronde d'Isard

2022
- Ronde d'Isard, más 1 etapa

2023
- Giro del Belvedere[1]
- Giro Next Gen, más 1 etapa
- 1 etapa del Tour de la República Checa